# Anna Pontremoli
Anna Itala Giuseppina Pontremoli, conosciuta anche come Anna Tilche, (Roma, 7 dicembre 1926 – Milano, 13 febbraio 2019), è stata una pittrice italiana, nel 1955 fonda il negozio di arredamento Arform.

## Biografia
Nacque a Roma nel 1926 da Mario Pontremoli e Maria Spangher (nata nel 1889 a Bari e morta a Milano), nipote del deputato Giovanni Battista Spangher. La famiglia si trovava a Roma, ove il padre Mario stava lavorando per la società Assicuratrice Italiana. Nel 1943 a seguito dell'armistizio partì con il fratello Roberto e la madre per la Svizzera ove risiedeva già il padre per motivi lavorativi. Arrivati in Svizzera si ricongiunsero con il padre e risiedettero presso la Casa Anatta sul Monte Verità sopra ad Ancona. A seguito della fine della guerra rientrò in Milano.
Qui concluse gli studi liceali e si iscrisse presso l'Accademia di Brera. In università ebbe come insegnanti grandi figure come Carlo Carrà ed Umberto Lilloni. Si specializzò nella pittura ad acquerelli. Nel 1955 fonda insieme al marito Paolo Tilche il negozio di arredamento Arform in via Turati, in pieno centro storico a Milano. Lo stesso anno Arform vinse il Premio Compasso d'oro 1955. Parallelamente all'attività presso il negozio continuò la sua attività di pittrice. In seguito Arform si spostò in via della Moscova e iniziò produrre oggettistica di design per la casa. Morì nel febbraio 2019 a Milano.

## Premi e riconoscimenti
- Premio Compasso d'oro 1955, (Arform)